# 出入禁止
出入禁止（でいりきんし）は、施設・会場の管理者が特定の状態・属性などに該当する者、もしくは特定個人を対象に、施設内や会場内への立ち入りを中止・禁止する、あるいはサービスの提供を中止・拒否・停止する行為のことである。契約自由の原則に基づき、管理者が自由に通告することができ、口頭・メール・書面の何れの通告方法も法的効力を有する。出入禁止は通告直後に効力が発生し、基本的に通告直後の退去が必要になる。出入禁止の通告は、「店舗利用契約の締結を、将来にわたって一律拒否する店舗側の意思表示」であるため、管理者が出入禁止の解除を通告しない限りは永久に有効である。略称は出禁（しゅっきん、できん、でっきん）。

## 概要
契約自由の原則に基づき、施設側に不利益な行為をする可能性のある者、他の利用者に迷惑がかかる可能性がある者、立ち入っただけで施設管理権を侵害する者を事前に排除するために管理者によって実施される措置である。口頭・メール・書面の何れの通告方法も法的効力を有する。施設側が求める出入禁止を無視して無許可で侵入する、またはサービスを要求する場合、即座に身柄の拘束と警察への通報が可能となり、状況や程度によっては建造物侵入罪、住居侵入罪、不退去罪、業務妨害罪、強要罪、ストーカー規制法違反などに問われる可能性がある。施設だけでなく、一定期間会場を置くイベントでも同じ措置が可能である。
下記に示す通り、管理者には非常に強力な権限が与えられているため、不当な内容でない限りは管理者からの通告に従う必要がある。出入禁止は管理者の裁量で（それが感情論によるものであっても）自由に通告可能であり、基本的に通告直後の退去が必要になる。また、特に期間を設けない場合、管理者が解除しない限りは永久に有効である。出入禁止の通告から長い期間が過ぎ、管理者が対象者を忘れていたとしても、法的には当該施設に立ち入ることができない。出入が必要であれば改めて出入禁止解除の通告を受ける必要があるが、殆どの場合は要求しても門前払いとなる。出入禁止の通告に1回でも従わなかった者は刑法に抵触するため、現行犯逮捕される可能性がある。また、出入禁止の通告直後の退去も必要になる（管理者が今回限りの滞在を許可した場合はこの限りではない）。施設の管理者や利用者による出入禁止違反者の身柄の拘束と警察への引き渡しも可能である。明確な証拠が残されていた場合、後日逮捕の可能性もある。1回でも出入禁止の通告を受けると、関係者や客の情報共有により広範囲で危険人物と見なされ、他の施設やイベントでも入店拒否・入場拒否の対象となる可能性がある。

### 可罰的違法性を欠く場合
施設に立ち入った直後に自ら退去する程度であれば、可罰的違法性を欠くと判断される場合がある。但し、施設に接近することで様々な嫌疑をかけられる可能性があるため、こうした行動は控えなければならない。

### 法的根拠
出入禁止の法的根拠については下記の記事を参照のこと。

### 補足
出入禁止となった施設へ意図的に近寄ることも出入禁止の趣旨に反する行為となる。こうした行為は、出入禁止に違反しなくとも、管理者からは迷惑行為とみなされる可能性がある。出入禁止となった施設について執着して何度も接近を試みると、営業妨害となる可能性がある。
不特定多数の出入りを禁じる区域設定については、立入禁止区域の記事を参照のこと。

## 施設側から見る出入禁止の例

### 飲食店など
民法の契約の自由の原則に基づき、店側の裁量権で特定の者との契約を拒否するもの。いわゆる一見さん、ドレスコードに基づく入店禁止も含む。基本的には店長やオーナーなどの責任者に権限があるので、例えばコンビニの場合、責任者不在のときに迷惑客が来店してもアルバイト店員が出入禁止を言い渡すことはできない。また、旅館やホテルでは2023年の旅館業法の改正により、迷惑客の宿泊を拒否できるようになった。

### 公共施設
市役所など多くの公共施設には、条例等で施設内の禁止行為、違反者の出入禁止措置を含む管理規則が定められている。

### 病院
日本では、医師法、厚生省通達（昭和24年）により応召義務が定められており、一般的に医師は診療行為を求められた際に拒めないとされてきたが、2019年、厚生労働省は新たな通達の中で、応召義務の範囲を国と医師の関係のみに限定。医師や病院側が特定の患者に出入り禁止を求めることが容易になった。2020年には、青森県内の病院が特定の患者名を指名して出入禁止を行う事例も現れた。

### 銭湯
銭湯など入浴施設では、公衆浴場法により伝染病に罹っている者の入浴拒否、不衛生な行為をするものに対する制止など、出入禁止を含む必要な措置や対策を講じることが義務とされている。

## 対象者側からみる出入禁止の例

### 粗暴な行為や迷惑行為を働く者
執拗なクレーマー、ストーカーなどを含む。

#### 飲食店・社交クラブ
態度が悪い、大声で騒ぐ、禁煙エリアで喫煙する、ドレスコード違反など、店の営業に悪影響を与える者は出入禁止となる場合がある。高級店では利用規約が厳しくなる傾向にある。

#### スポーツイベント
日本プロ野球やJリーグでは、応援規定や観戦マナーの違反や粗暴な行為を働く私設応援団または特定の者に対して、主催者側から会場への出入禁止が申し渡されることがある。

#### 音楽イベント
音楽イベントにおいても、明示的・暗黙的問わずイベントの規則に違反した者，雰囲気を壊した者，無断撮影・無断録音を行った者，施設を破壊した者，出演者やスタッフや客に危害を加えた者などに対して運営者が会場における出入禁止と即時退去を言い渡す場合がある。会場外における入待ちや出待ちは出入禁止に違反しないが、出入禁止の趣旨に反する行為となる（関係者からすると迷惑行為である。ストーカー行為等の規制等に関する法律などの刑法に抵触する可能性もある）。もはや一生涯当該イベントに参加できなくなるため、この出入禁止の通告はファンにとって人生を失いかねない程の打撃となる。2024年には地下アイドルの現場で出禁になるオタクが急増中との報告も出ており、熱心なファンが集まるイベントでは暴行や迷惑行為による出入禁止の事例が増える傾向にある。

### 金銭面で店に不利益を与える者
パチンコ店では、利益率を下げる要因となるパチプロを追放する目的で出入禁止ルールを設けている。特に技術介入によって店が想定した出玉率を超えてしまう場合には、パチプロとして認定され、出入禁止となる可能性が高くなる。

### 未成年、若齢者
パチンコ店や風俗店など風俗営業を行う店は、18歳未満の者が客として入場することを風俗営業法で禁止している。映画館では、映画のレイティングシステムに基づき入場禁止を行うことがある。

### 暴力団関係者
全都道府県が定めている暴力団排除条例では、事業者は契約を結ぶ相手方に暴力団関係者でないことの確認を取ることが求められており、ホテルやゴルフ場などで事実上暴力団関係者の出入を禁止する手段となっている。暴力団関係者が身分を偽って利用した場合、後に詐欺罪で摘発される可能性がある。

### 刺青をした者
海水浴場では地元の自治体が条例を定めて、刺青が見える（見せている）者の出入りを禁じている例がある。
また、日帰り温泉やサウナなど銭湯と比べて公共性の低い温浴施設でも、出入りを禁じている例が多い。

### 記者
記者会見場では、不都合、不利益な報道、質問を行う記者に対して主催者側が出入禁止を命じることがある。また、発売前の製品を入手し記事化したことがきっかけでGizmodoに対してAppleの製品発表会を出入り禁止にした、という例もある。

### 仕事上のトラブルに関連した者
タレントの例では、特定のテレビ局の番組に出演しないことをもって出入禁止と表現することがある。この場合、過去のトラブルに起因してテレビ局側がタレントに仕事のオファーをかけない、またはタレント側がオファーを受けないなど状況は様々。
一般企業の例では、事故や不祥事や問題を起こした相手先の社員や、モラルに問題がある相手先の社員に言い渡す事が多く、人材派遣、日々紹介派遣の仕事の例では、派遣先や紹介先の方針に従わない派遣元の社員または紹介元の社員や事故、不祥事、モラル等の問題を起こした派遣元の社員または紹介元の社員に対して派遣先や日々紹介先から「現場NG」と言う用語を用いて派遣元または紹介元の会社を通じて出入り禁止を言い渡す事が多い。

## 出入禁止に関連する問題

### 身体障碍者の出入禁止
バリアフリー法、身体障害者補助犬法などで、公共施設等では身体障碍者を理由に出入禁止とすることができないとされているが、業務に著しい支障を及ぼす恐れがある場合などは除外されることもあり、施設管理者と利用者との間で軋轢が生じることがある。

### 刺青文化の違い
入浴施設では、日本の刺青文化とは異なるタトゥーをした外国人を一律に排除して軋轢が生じることがある。

### 人権侵害に抵触する場合
人種や国籍、身体的特徴をもって出入禁止とする場合、人権侵害として社会問題に発展することがある。